# Euptychia westwoodi
Espèce
 Euptychia westwoodi est une  espèce de papillons de la famille des Nymphalidae et de la sous-famille des Satyrinae et du genre Euptychia.

## Dénomination
Euptychia westwoodi a été décrit par Arthur Gardiner Butler en 1867.
Synonyme :Euptychia mollis Staudinger, 1876.

### Noms vernaculaires
Euptychia westwoodi se nomme Westwood’s Satyr ou Popular Satyr en anglais.

### Sous-espèce
Euptychia westwoodi muli Brévignon, 2005.

## Description
Euptychia westwoodi est un papillon au dessus beige clair sauf l'apex des antérieures qui est plus foncé. L'ornementation du revers, lignes et ocelles est visible en transparence.
Le revers est beige clair rayé de lignes ocre trois aux ailes antérieures, discale, postdiscale et submarginale, cinq aux ailes postérieures avec à l'apex de l'aile antérieure des ocelles dont un noir cerclé de jaune et pupillé et à l'aile postérieure une ligne submarginale d'ocelles dont deux sont noir cerclés de jaune et pupillés, un proche de l'angle anal et un proche de l'apex.

## Biologie

### Plantes hôtes
Les plantes hôtes de sa chenille sont des Selaginella, Selaginella arthriticum et Selaginella horizontalis.

## Écologie et distribution
Euptychia westwoodi est présent au Mexique, au Guatemala, à Panama, au Surinam et en Guyane,,.

### Biotope
Il réside en lisière de forêt.

### Protection
Pas de statut de protection particulier